# Elgin (Illinois)
 (avril 2016).
Le contenu est difficilement compréhensible vu les erreurs de traduction, qui sont peut-être dues à l'utilisation d'un logiciel de traduction automatique.
Pour les articles homonymes, voir Elgin.
Elgin (en anglais [ˈɛldʒɪn]) est une ville située dans la banlieue nord-ouest de Chicago, dans les comtés de Kane et de Cook, dans l'État de l'Illinois, aux États-Unis. La ville a été fondée en avril 1835 par les frères Gifford lors de leur voyage vers l’ouest et, attirée par la rivière Fox, Elgin a été nommée d’après l’hymne écossais « The Song of Elgin ». La majeure partie d’Elgin se trouve dans le comté de Kane, dans l’Illinois, et une partie dans le comté de Cook. Selon le recensement de 2020, la ville compte 114 797 habitants, ce qui en fait la sixième ville la plus peuplée de l’État.

## Histoire
L'Indian Removal Act de 1830 (littéralement Loi de déportation indienne) et la guerre de Black Hawk de 1832 menèrent à l'expulsion des Amérindiens qui avaient des campements et des tumuli dans la zone, et à la préparation du terrain pour la fondation de la ville d'Elgin. Des milliers de miliciens et de soldats de l'armée du général Winfield Scott défilèrent dans la vallée de la Fox durant la guerre.
À New York, James T. Gifford et son frère Hezekiah Gifford entendirent parler de cette zone prête à la colonisation et prirent le départ vers l’ouest. Recherchant un site sur la route de la diligence qui allait de Chicago et Galena, ils s'installèrent finalement dans un lieu où un pont pourrait selon eux être bâti par-dessus la rivière. En avril 1835, ils fondèrent la ville, la nommant d'un nom à consonance écossaise : « Elgin ».
Très rapidement, Elgin devint fameuse pour sa production de beurre et de produits laitiers, et put les vendre dans la ville de Chicago. Gail Borden y établit une usine de lait concentré en 1866 et la bibliothèque locale portera son nom en son honneur. L'industrie laitière perdit de l'importance avec l'implantation de la Elgin Watch Company, manufacture horlogère d'Elgin. L'usine de montres employa trois générations d'Elginites de la fin du XIXe siècle au milieu du XXe ; elle était le plus grand producteur de montres de luxe aux États-Unis et l'exploitant du plus grand complexe d'horlogerie au monde. L'usine cessa sa production en 1965 et fut démolie dans l'été 1966. Aujourd'hui, les horloges de la gare de l'Union Station de Chicago portent toujours le nom d'Elgin.
Elgin a une longue tradition d'enseignement et d’invention. Elle abrite la Elgin Academy, la plus ancienne université mixte non confessionnelle, avec école préparatoire, à l'ouest des Monts Allegheny. Le lycée d’Elgin a vu passer cinq amiraux navals, un lauréat du prix Nobel, un lauréat du prix Pulitzer, un gagnant du Tony Award, deux Oscars (de la meilleure production), plusieurs athlètes olympiques et un PDG de General Motors parmi ses anciens élèves.
John Murphy, habitant d'Elgin, inventa la balayeuse de voirie motorisée en 1914, et forma plus tard la Elgin Sweeper Corporation. Le chimiste Lloyd Hall est né à Elgin, comme l'homme d'affaires ingénieur en électronique et pionnier de la stéréo automobile Earl William Muntz (plus connu sous le nom de « Madman Muntz »), ou encore Max Adler, fondateur du Planétarium Adler à Chicago, premier planétarium du continent américain.
Elmer C. Alft, historien et ancien maire d'Elgin, écrivit plusieurs livres sur l'histoire de la ville.

## Gouvernement
Elgin fut confirmée comme ville de l'État de l'Illinois en 1854, et cent ans plus tard elle devint la première ville de l'Illinois à adopter un gouvernement à gérance municipale. Les habitants élisent six membres extraordinaires du conseil et un maire, qui siègent à temps partiel. Le conseil municipal se réunit tous les deux mercredis à dix-huit heures à l'Hôtel de ville. Le directeur municipal, un professionnel à temps plein, s'acquitte des tâches qui lui sont assignées par le maire et le conseil municipal.
Le recensement de 2010 ayant donné Elgin à cent huit mille habitants, deux sièges de conseillers supplémentaires sont élus depuis 2013, ce qui porte le conseil à huit membres extraordinaires.
Les ordres du jour et suivis des conseils municipaux sont disponibles en ligne sur le site de la ville. Les habitants peuvent y assister en personne, ou peuvent suivre les vidéos en temps réel sur la « salle de presse en ligne », ou voir les replays sur le câble du canal 17.
| Période                                  | Période  | Identité               | Étiquette | Qualité |
| ---------------------------------------- | -------- | ---------------------- | --------- | ------- |
| Les données manquantes sont à compléter. |          |                        |           |         |
| ?                                        | 1967     | Clyde Shales           |           |         |
| 1967                                     | 1971     | E. C. Alft (en)        |           |         |
| 1971                                     | ?        | William Rauschenberger |           |         |
| Les données manquantes sont à compléter. |          |                        |           |         |
| ?                                        | 1999     | Kevin Kelly            |           |         |
| 1999                                     | mai 2011 | Ed Schock (en)         |           |         |
| mai 2011                                 | En cours | Dave Kaptain (en)      |           |         |

## Démographie
| Groupe                           | Elgin | Illinois | États-Unis |
| -------------------------------- | ----- | -------- | ---------- |
| Blancs                           | 66,0  | 71,5     | 72,4       |
| Autres                           | 16,4  | 6,7      | 6,2        |
| Noirs                            | 7,4   | 14,6     | 12,6       |
| Asiatiques                       | 5,4   | 4,6      | 4,8        |
| Métis                            | 3,6   | 2,3      | 2,9        |
| Amérindiens                      | 1,4   | 0,3      | 0,9        |
| Total                            | 100,0 | 100,0    | 100,0      |
| Hispaniques et Latino-Américains | 43,6  | 15,8     | 16,7       |